# Hôpital américain de Reims
Pour les articles homonymes, voir Hôpital américain (homonymie).
L’ American Memorial Hospital est, à l’origine, un hôpital pour enfant financé, grâce à un comité américain présidé par Edith Bangs, par solidarité envers les Français décimés par la guerre mais aussi en hommage aux victimes américaines. Il est situé 47 rue Cognacq-Jay à Reims.

## Historique
Marie-Louise Lefort, américaine née de parents français, est médecin au Bellevue Hospital de New York. Elle vient en France en avril 1918, avec un groupe de cinq médecins et trente deux infirmières complètement équipé pour soigner les soldats gazés. Le 15 mars 1919, le docteur Lefort arrive à Reims, ouvre le 15 avril, au 88 de la rue Chanzy : l’Hôpital temporaire de l’American Memorial Hospital. C’est sur sa demande auprès de ses amis américains qu’un comité fut fondé en Amérique pour la construction d’un hôpital d’enfants.
Au cours des années 1920-1930, alors que la ville de Reims se reconstruit, le quartier neuf de Maison-Blanche voit le jour sur la rive gauche de la Vesle, alors très peu urbanisée. Au-delà de la voie ferrée, en pleine campagne, une cinquantaine d’hectares est affectée à la construction du nouvel hôpital. Le chantier débute par l’hôpital d’enfants offert par les Américains et se poursuit par l’hôpital civil Maison-Blanche.
Les familles américaines ont choisi d'aider Reims, une ville détruite par la bataille de la Marne en construisant un hôpital pour enfants. Elles ont alors fait une souscription partout aux États-Unis pour trouver de l'argent nécessaire indique Gerald Shea, président de l'American Memorial Hospital.
Une partie des fonds a été placée et assure encore aujourd'hui  des revenus à l'hôpital.
À l’époque de la construction, comme certains morts américains sont enterrés dans des fosses communes, sans sépultures identifiées, il est décidé que l'hôpital sera leur monument aux morts et s'appelle donc l'American Memorial Hospital de Reims.
Il est construit par Charles Buttler et Auguste-Raoul Pellechet, architectes et inauguré en 1925.

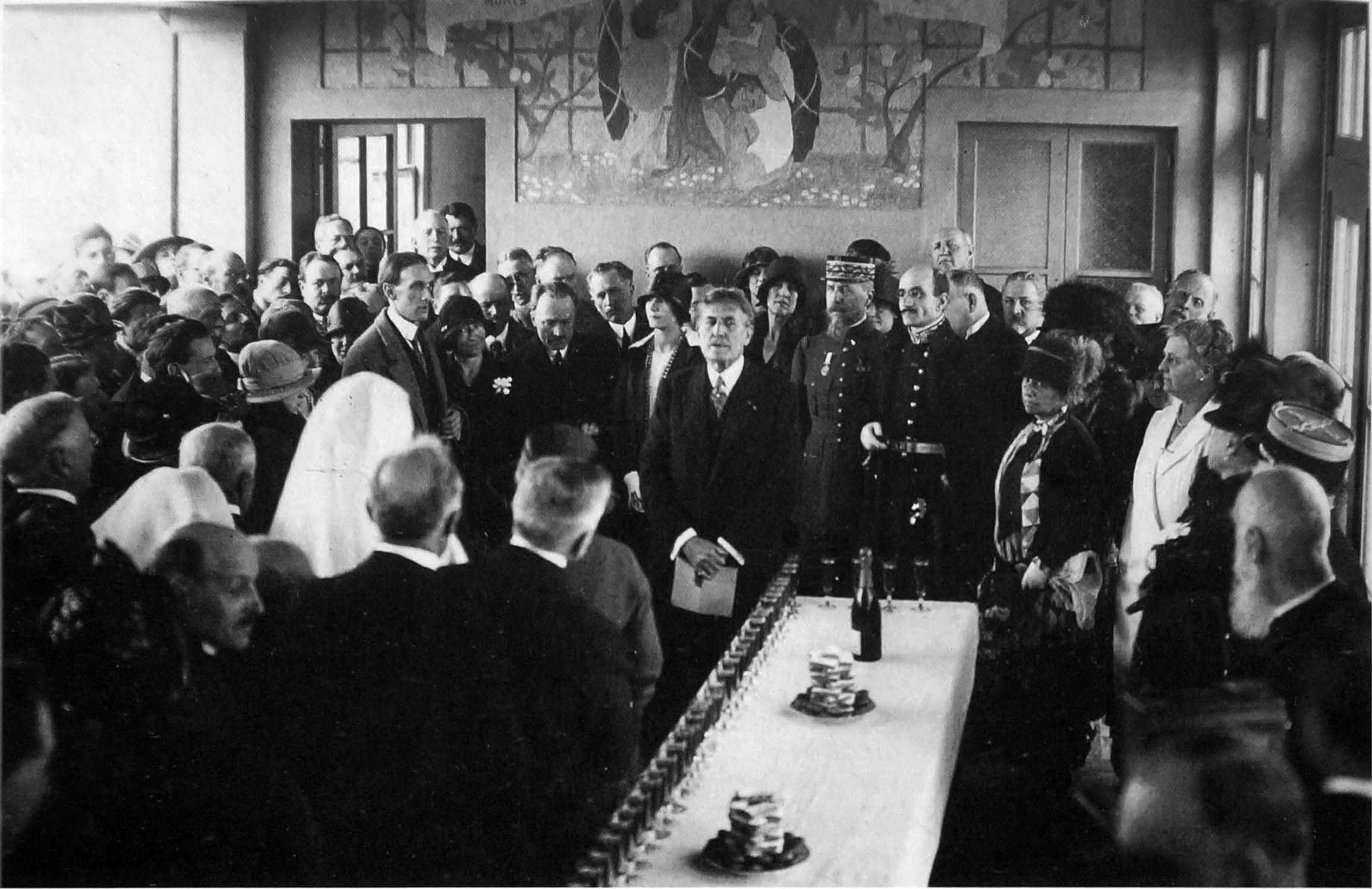
Inauguration dans le hall.

Le 30 avril 1925, c’est la remise officielle du bâtiment à la ville. Miss Bangs, présidente du comité, l’ambassadeur Myron T Herrick, le Général Gouraud, Charles Roche, nouveau maire de Reims, entourent le docteur Lefort et son équipe.
L'hôpital américain sera agrandi en 1937.
Aujourd’hui, l'établissement fait partie du CHU de Reims.
En prolongement de cette action, et toujours au côté du Comité américain, un nouvel hôpital d’enfants, construit entre 2008 et 2011, de l’Agence d’architecture Thiénot Ballan Zulaica, a ouvert ses portes dans un bâtiment de plus de 12 000 m2 et qui compte 86 lits et places.

## Architecture
L'hôpital est décoré de fresques, œuvres du peintre franco-américain Robert La Montagne Saint-Hubert, pour adoucir l'hospitalisation des jeunes malades.
Ces fresques, ainsi que les pièces qui les conservent, sont inscrites au titre des Monument historique par arrêté du 14 novembre 2023.

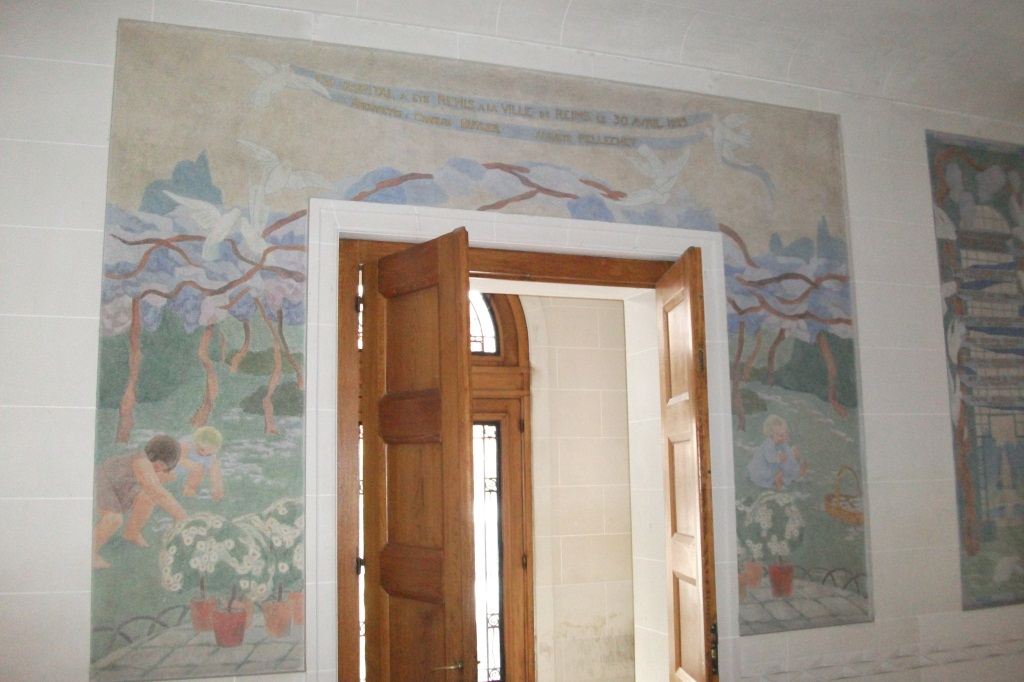
Peinture Hall d'accueil 2.

## Docteur Marie-Louise Lefort

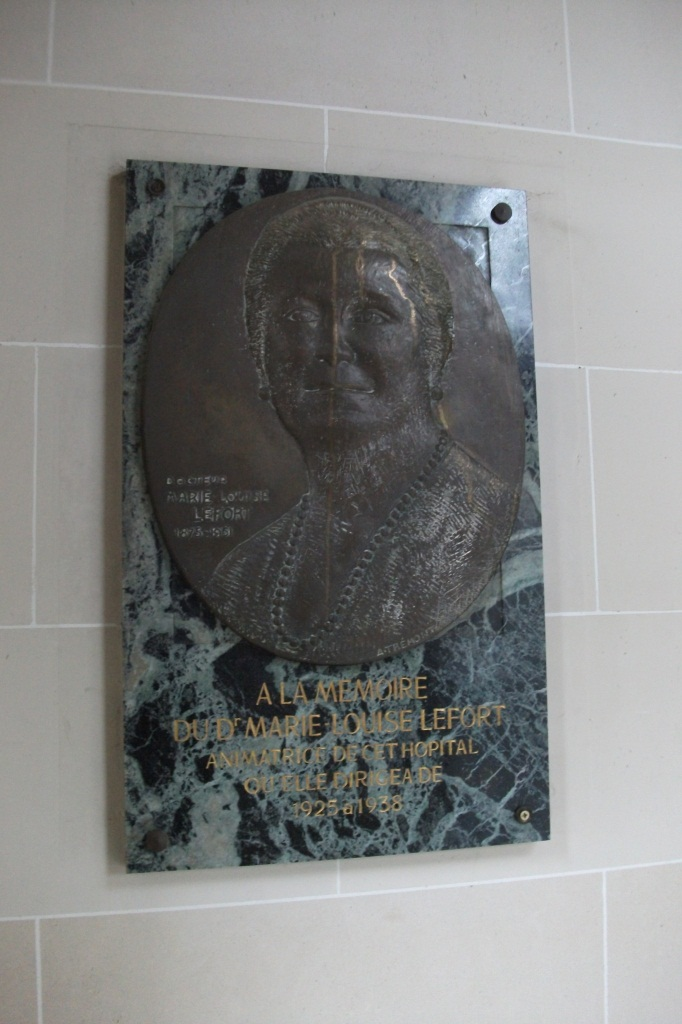
Gravure de Mme Lefort en l'hôpital.

Le docteur Lefort s’occupe, en novembre 1924, de l’installation dans le nouvel hôpital du quartier de la Maison Blanche qui fut remis à la ville de Reims au mois de mai 1925, et en assure la direction jusqu’au 1er avril 1939, date à laquelle elle quitte l’American Memorial Hospital pour l’Amérique.
Chevalier de la Légion d’honneur en 1925, Marie-Louise Lefort est promue officier.
En 1951, on dénomme la plus belle salle de l’American Memorial Hospital en son honneur.